# 金色三麦
金色三麦（チンスーサンマイ、中国語表記：金色三麥、フランス語表記：Le Blé d'Or）は、台湾の龍運集團（中国語表記：英屬開曼群島商龍運股份有限公司、英語表記：Long Sun Brewing Co., LTD.）が醸造・販売しているクラフトビールブランド。同社が保有する「龍昇酒業製酒廠（フランス語表記：Le Blé d'Or Brewery）」は、台湾で初めて登録された民間のブルワリーでもある。

## 歴史

### 2003年
- 台湾がWTOに加盟した2002年以降、酒製造業が民間企業に解放されたのち、初めてとなるブルワリー免許を取得

### 2004年
- 「龍昇酒業製酒廠」がブルワリーとして運営開始
- クラフトビールレストラン台北環亞店がオープン
- クラフトビールレストラン台北美麗華店がオープン

### 2006年
- クラフトビールレストラン誠品酒窖店がオープン
- クラフトビールレストラン台中市政店がオープン

### 2007年
- 三重のビール工場落成

### 2008年
- クラフトビールレストラン台中勤美店がオープン

### 2009年
- クラフトビールレストラン台北京站店がオープン
- 日本インターナショナル・ビアカップ（ＩＢＣ）にて、「ハニー ラガー」が金賞、「アンバー ラガー」が銀賞を獲得

### 2010年
- クラフトビールレストラン高雄義大店がオープン
- クラフトビールレストラン誠品酒窖店が拡大リニューアル

### 2012年
- クラフトビールレストラン板橋遠百店がオープン
- クラフトビールレストラン中国蘇州店がオープン
- 日本インターナショナル・ビアカップ（ＩＢＣ）にて「ハニー ラガー」が金賞、「ダーク ラガー」が銀賞獲得

### 2013年
- 日本　アジア・ビアカップにて「ハニー ラガー」が金賞獲得

### 2014年
- クラフトビールレストラン南港CITYLINK店がオープン
- ワールド・ビア・カップにて「ハニー ラガー」が金賞を獲得
- ヨーロピアン・ビア・スター（ＥＢＳ）にて「ヘーフェヴァイツェン」が銀賞を獲得
- 日本インターナショナル・ビアカップ（ＩＢＣ）にて、「蕎麦クラフトビール」が金賞、「ハニー ラガー」が銀賞、「アンバー ラガー」が銅賞を獲得
- 日本のクラフトビア・アソシエーション（日本地ビール協会）初となる公式授権を獲得、台湾のクラフトビール元年となる「ビアフェス台北」を主催

### 2015年
- クラフトビールレストラン台南夢時代店がオープン
- クラフトビールレストラン新莊晶冠店がオープン
- 「金色三麥」の姉妹ブランドとなるカフェ・ビストロ「Petit Doux．微兜Café Bistro」が台北市永康街にオープン
- 二回目となる「ビアフェス台北」を主催
- 日本インターナショナル・ビアカップ（ＩＢＣ）にて、「ダーク ラガー」が金賞、「ハニー ラガー」が銀賞、「アンバー ラガー」が銅賞を獲得、「ブルワリー・オブ・ザ・イヤー」受賞、四年連続「来場者人気投票」第一位
- イギリス　インターナショナル・ビア・チャレンジ（ＩＢＣ）にて「フェアリークイーン　ペールラガー」が銀賞、「ハニー ラガー」が銅賞を獲得
- オーストラリアン・インターナショナル・ビア・アワード（ＡＩＢＡ）にて「ハニー ラガー」銅賞を獲得

## 代表的商品
- ハニー ラガー（Finely-Brewed Honey Lager、精釀蜂蜜啤酒）1000ML　5%vol
- ダーク ラガー（Finely-Brewed Dark Lager、精釀黑麥啤酒）1000ML　5%vol
- アンバー ラガー（Finely-Brewed Amber Lager、精釀琥珀啤酒）1000ML　5%vol
- 季節限定のクラフトビール（Craft-brewed Seasonal Beer、精釀季節啤酒）
- 蕎麦クラフトビール（Special Brew Buckwheat Lager、精釀蕎麥啤酒）
- フェアリークイーン　ペールラガー（Fairy Queen Pale Lager、精釀精靈皇后）
- ヒップホップアメリカ　ペールエール（Hip Hop America Pale Ale、精釀嘻花美國）

## 現状
金色三麦のビールは、台湾内に10店舗ある直営クラフトビールレストランにて販売しているほか、一部大型スーパーでも販売している。
クラフトビールレストランは、台湾内に10店舗、中国大陸に2店舗を展開している（2016年4月現在）。それぞれの店舗により店舗内装のテーマが異なるのが特徴的。
このほか、ブランドからスピンオフした女性向けのカフェ・ビストロ「Petit Doux．微兜Café Bistro」（台北市・永康街エリア）がある。

## 日本市場
2015年10月より東京をはじめとした一部のホテル内レストラン等にて流通が開始している。